# Dvorane
Dvorane (izvirno srbsko Дворане) je naselje v Srbiji, ki upravno spada pod Občino Kruševac; slednja pa je del Rasinskega upravnega okraja.

## Demografija
V naselju živi 502 polnoletnih prebivalcev, pri čemer je njihova povprečna starost 45,1 let (43,3 pri moških in 46,7 pri ženskah). Naselje ima 186 gospodinjstev, pri čemer je povprečno število članov na gospodinjstvo 3,19.
To naselje je, glede na rezultate popisa iz leta 2002, večinoma srbsko, a v času zadnjih treh popisov je opazno zmanjšanje števila prebivalcev.
|  |

| Demografija | Demografija     | Demografija     |
| Leto        | Št. prebivalcev | Št. prebivalcev |
| ----------- | --------------- | --------------- |
|             |                 |                 |
|             |                 |                 |
|             |                 |                 |
|             |                 |                 |
| 1948        | 781             |                 |
| 1953        | 804             |                 |
| 1961        | 775             |                 |
| 1971        | 739             |                 |
| 1981        | 772             |                 |
| 1991        | 728             | 680             |
| 2002        | 668             | 594             |
|             |                 |                 |

| Etnična sestava po popisu iz leta 2002 | Etnična sestava po popisu iz leta 2002 | Etnična sestava po popisu iz leta 2002 | Etnična sestava po popisu iz leta 2002 | Etnična sestava po popisu iz leta 2002 |
| -------------------------------------- | -------------------------------------- | -------------------------------------- | -------------------------------------- | -------------------------------------- |
| Srbi                                   | Srbi                                   |                                        | 573                                    | 96,46%                                 |
| Vlahi                                  | Vlahi                                  |                                        | 19                                     | 3,19%                                  |
| Črnogorci                              | Črnogorci                              |                                        | 2                                      | 0,33%                                  |
| Neznano                                | Neznano                                |                                        | 0                                      | 0,0%                                   |